# 讷耶莱布瓦
讷耶莱布瓦（法語：Neuillay-les-Bois，法語發音：[nœjɛ le bwa]）是法国安德尔省的一个市镇，位于该省中部略偏西，属于沙托鲁区。

## 地理
讷耶莱布瓦（46°45'55"N, 1°28'32"E）面积47.63 平方千米，位于法国中央-卢瓦尔河谷大区安德尔省，该省份为法国中部省份，北起卢瓦-谢尔省，西北接安德尔-卢瓦尔省，西南接维埃纳省，南至克勒兹省和上维埃纳省，东临谢尔省。
与讷耶莱布瓦接壤的市镇（或旧市镇、城区）包括：拉沙佩勒奥特马勒、吕昂、梅奥贝克、尼耶讷、尼雷勒费龙、拉佩鲁耶、旺德夫尔、安德尔河畔维勒迪约。

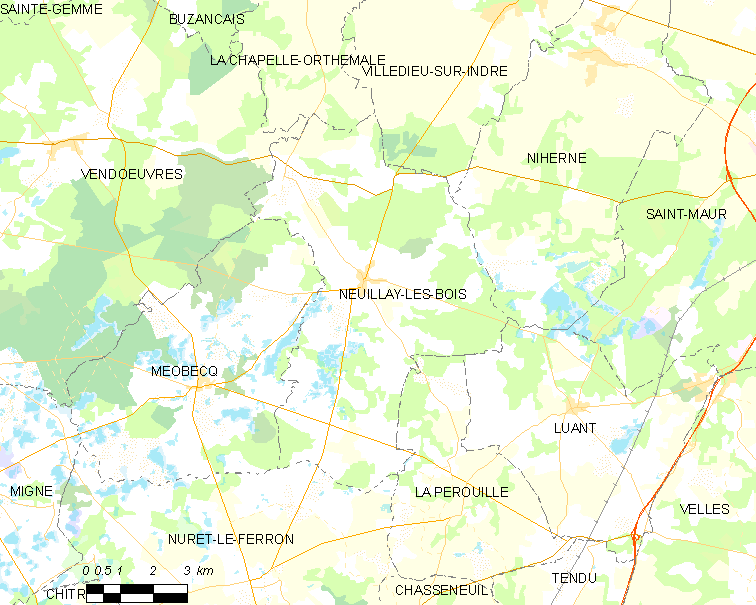
讷耶莱布瓦的OSM定位图

讷耶莱布瓦的时区为UTC+01:00、UTC+02:00（夏令时）。

## 行政
讷耶莱布瓦的邮政编码为36500，INSEE市镇编码为36139。

## 政治
讷耶莱布瓦所属的省级选区为圣戈捷县。

## 人口

1962-2008年间讷耶莱布瓦人口变化图示

讷耶莱布瓦于2022年1月1日时的人口数量为659人。